# Elbe-Müritz-Rundweg
Der Elbe-Müritz-Rundweg ist eine 414 km lange Fahrradroute, die durch Brandenburg und Mecklenburg-Vorpommern verläuft.

## Verlauf
Wittenberge – Lenzen – Karstädt – Berge – Parchim – Lübz – Plau am See – Waren – Röbel – Meyenburg – Pritzwalk – Kleinbahnstrecke „Pollo“ – Plattenburg – Bad Wilsnack – Rühstädt